# Dassel
Dassel är en stad i Landkreis Northeim i Niedersachsen, Tyskland, drygt 40 km väster om Göttingen. Staden ligger vid floden Ilme.

## Sevärdheter
- museum: Blankschmiede Neimke (smide)

## Kända personer
- ärkebiskop Rainald av Dassel, rådgivare Fredrik Barbarossas